# Kinderpornografie

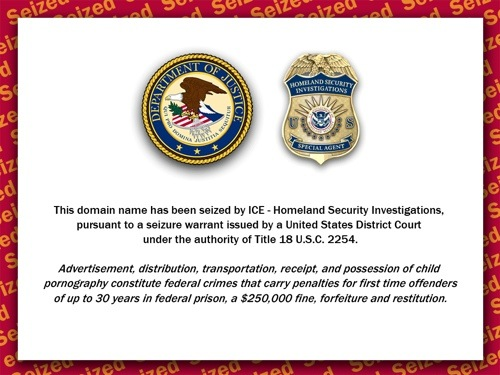
Banner van de "Operation Protect Our Children"

Kinderpornografie, of kinderporno, ook wel, misbruikbeelden van minderjarigen, beeldmateriaal van seksueel kindermisbruik, of op beeld vastgelegd seksueel misbruik van kinderen, is pornografie waarin minderjarigen getoond worden. In de meeste landen is kinderpornografie in vrijwel elke vorm verboden.
Foto's en film- of video-opnames die seksuele activiteiten met minderjarigen tonen zijn in veel landen verboden, hoewel de leeftijd hiervoor van land tot land kan verschillen.
De wetgeving varieert onder meer naargelang het soort porno. Een geposeerde naaktfoto zonder daadwerkelijke seksuele activiteit, maar met nadruk op de geslachtsdelen, tekeningen en geschreven materiaal, kinderporno waarbij getoonde personen er jonger uitzien dan 18 jaar (ook al zijn ze in werkelijkheid ouder) en ook virtuele kinderporno zijn bijvoorbeeld in Nederland wel strafbaar, maar in de Verenigde Staten niet.
Voorstanders van een verbod van kinderporno zijn van mening dat kinderporno het risico inhoudt dat het bij mensen interesse voor pedoseksuele handelingen opwekt. Daarnaast speelt de algemene afkeuring van pedofiele gevoelens en gedragingen mee. Tevens zijn voor het produceren van het materiaal kinderen misbruikt, en wie derhalve voor dit materiaal betaalt, beloont dus (indirect) de misbruikers en houdt een systeem van seksuele uitbuiting en misbruik in stand. Tegenstanders zijn van mening dat kinderporno integendeel juist zeer goed kan dienen als bevrediging van pedofiele gevoelens, en op die wijze juist pedoseksuele activiteiten met kinderen voorkomt. Ook speelt de wens voor een zo groot mogelijke expressievrijheid, en het principe van vrijheid van meningsuiting, een rol.

## Geschiedenis
Kinderporno is waarschijnlijk zo oud als reguliere pornografie. Na de dood van Lewis Carroll werden bij hem foto's van naakte kinderen aangetroffen. Aanvankelijk circuleerde het materiaal voornamelijk op foto's en video's. Deze werden veelal in sekswinkels "onder de toonbank" verkocht. Tot de jaren zeventig was kinderporno in Nederland redelijk vrij verkrijgbaar, daarna verdween het uit de openbaarheid toen justitie dit fenomeen serieus begon aan te pakken.
Met de komst van het internet nam de fabricage en verspreiding van kinderporno echter een grote vlucht. In de eerste fase was kinderporno redelijk openlijk via internet beschikbaar en werd soms in de URL al naar kinderporno verwezen. De beheerder van de website cyberpesten.be beweerde in maart 2006 te hebben onderzocht hoe eenvoudig het zou zijn om via internet aan kinderporno te komen. Volgens eigen zeggen leverde een Google zoekopdracht met controversiële termen in minder dan 2 minuten sites met (weliswaar heel kleine) fotootjes met kinderporno op. Bovendien werd kinderporno vercommercialiseerd, waarbij de georganiseerde misdaad het aanbod in stand hield en betaalsites opkwamen, waar met de creditcard of via Paypal kinderporno kon worden gekocht. Zowel aanbieders als downloaders waanden zich veilig achter de anonimiteit van internet, maar liepen tegen de lamp via creditcard- of IP-gegevens. Tevens nam de kwantiteit fors toe. In 1995 werd door de politie in Groot-Manchester 12 kinderpornografische foto's aangetroffen,  in 1999 waren dat er al 41.000. Anno 2016 kan een enkel persoon al zoveel afbeeldingen in bezit hebben. Verzamelingen van honderdduizenden foto's en duizenden filmpjes zijn anno 2016 geen uitzondering meer en verzamelingen worden in gigabytes en terabytes gemeten.
Met het intensief bestrijden van kinderpornografie door justitie, verplaatst dit zich sinds medio jaren 2000 naar het darknet, het besloten deel van het internet. Deze netwerken zijn hiërarchisch opgebouwd waarbij de beheerder beslist wie er wel en niet lid mogen worden. Vaak worden 'toegangsprijzen' geheven in de vorm van kinderpornografische plaatjes of films; wie lid wil worden moet bijvoorbeeld eerst 5.000 plaatjes uploaden. Dit vormt weer een dilemma voor infiltraties door de politie, want de politie mag zelf geen kinderporno verspreiden. De technische mogelijkheden van opslaan, productie en verspreiding van kinderporno zijn vermoedelijk mede debet aan de forse toename. In Nederland moet de politie zich noodgedwongen op de ernstiger en grotere zaken concentreren en de kleinere en lichtere gevallen laten vallen, uit gebrek aan capaciteit. Door het grensoverschrijdend karakter van internet, de globalisering en de grotere mobiliteit van mensen (seksreizen), is zowel kindermisbruik als kinderporno een internationaal probleem geworden.

## Verschijningsvormen
Evenals gewone porno kent kinderporno verschillende verschijningsvormen, feitelijk overeenkomend met iedere vorm waarop informatie kan worden overgebracht:
- Beelden en figuren van hout, steen, metaal (zoals brons) of ander materiaal.
- Bewerkte digitale foto's en video's, waarin niet-kinderpornografisch materiaal digitaal wordt bewerkt tot kinderpornografie.
- Digitale foto's en video's. Sinds de komst van het internet bestaat verreweg de meeste kinderpornografie uit digitale foto's en filmpjes.
- Geluidsopnames.
- Getekend en geschilderd materiaal, en digitale cartoons.
- Met web- of spycams opgenomen materiaal.
- Papieren materiaal. Dit was tot de komst van het internet de meest voorkomende verschijningsvorm.
- Tekstuele kinderporno; verhalen over kindermisbruik, variërend van een enkele alinea tot boeketreeksachtige verhalen van tegen de 80 pagina's.
- Video's.
- Videospelletjes.[3][1]
- Webcamseks met kinderen.[4]

## Gradaties
Er bestaan verschillende gradaties van kinderporno, van niet-pornografische afbeeldingen van kinderen tot grof misbruik. De zogenaamde Copine databank kent 10 gradaties. Categorie 1 en 2 zijn in principe nog niet strafbaar, maar kunnen pornografisch materiaal vormen in handen van personen die seksueel in kinderen geïnteresseerd zijn. Er zijn dan ook aanwijzingen dat beheerders van websites hier gebruik van maken om het kinderpornografieverbod te omzeilen, door bijvoorbeeld foto's in categorie 1 en 2 te verzamelen en op hun websites te plaatsen of te verkopen. Men kan hier denken aan naaktrecreatie of geklede kindmodellen in suggestieve poses. Vanaf categorie 3 is er geen twijfel mogelijk en is bezit, produceren en verspreiden van het materiaal wel strafbaar:
1. Indicatief, kinderen in zwemkleding of ondergoed.
2. Nudisme, (half)naakte kinderen in legitieme situaties.
3. Erotica, heimelijk gemaakt beeldmateriaal van (half)naakte kinderen.
4. Poseren, opzettelijk gemaakt beeldmateriaal van poserende (half)naakte kinderen.
5. Erotisch poseren
6. Expliciet erotisch poseren
7. Seksuele activiteit (solitair of tussen kinderen onderling)
8. Mishandeling, lichte (niet-penetrerende) seksuele handelingen met volwassenen
9. Grove mishandeling, zware (penetrerende) seksuele handelingen met volwassenen
10. Sadistisch, allerlei extreme vormen van seks

Ook de Nederlandse politie en het Meldpunt Kinderporno hanteren hun eigen gradaties.

## Herkomst
Kinderporno verspreiden maakt deel uit van de georganiseerde criminaliteit die op grote schaal porno vervaardigt en verkoopt. Het is een miljoenenbusiness waarin veel geld omgaat. Kinderen worden hier voor grof geld uitgebuit, soms met medeweten of op initiatief van hun om geld verlegen ouders of andere familieleden. De kinderporno wordt verspreid via door criminelen gehoste websites, die wegens intensieve bestrijding door justitie naar het verborgen deel van het internet zijn verhuisd. Een ander deel van de organiseerde misdaad verzamelt kinderporno van online bronnen en zet dit op dvd's die op afstand verkocht worden.
Daarbij is een significant deel van de kinderporno 'huisvlijt', vervaardigd door 'amateurs'. Dit zijn volwassenen die (al dan niet heimelijk) opnamen van kinderen of (eigen) kindermisbruik maken, en dit vervolgens zelf bewaren, uploaden of verspreiden. In sommige gevallen wordt op deze wijze zelf kinderporno vervaardigd om ruilmateriaal te verkrijgen, toegang te krijgen tot een netwerk, of binnen dit netwerk (meer) status te verwerven. In het televisieprogramma Undercover in Nederland werden in verschillende afleveringen daders die zelf op deze wijze kinderporno (en in een geval dierenporno) fabriceerden aan de kaak gesteld.
Naast de schade die het seksueel misbruik bij kinderen aanricht, raken de kinderen steeds dieper bij de seksbusiness betrokken. Seksueel gedrag normaliseert. De stap naar fysieke prostitutie, ook op minderjarige leeftijd, is dan niet groot. Dat geldt temeer in landen waar veel sekstoerisme plaatsvindt, bijvoorbeeld de Filipijnen. Kinderen beginnen met steeds zwaardere kinderporno en webcamseks, en worden uiteindelijk geprostitueerd. Daarbij komen ze ook in aanraking met drugs en belanden derhalve in een vicieuze cirkel waardoor online en offline seks de enige manieren zijn om in levensonderhoud en drugs te voorzien. Op latere leeftijd, rond de tienerjaren, beginnen de kinderen veelal voor zichzelf en betrekken soms ook jongere familieleden bij hun seksbusiness. Kinderen die uit dit netwerk worden gehaald door de autoriteiten worden daarom vaak opzettelijk van de familie gescheiden. Oudere familieleden, ook als ze zelf als kind als slachtoffer in de seksbusiness zijn beland, kunnen vaak rekenen op harde straffen. Naast de gevolgen voor de kinderen brengt het herkomstlanden als Thailand, de Filipijnen, Rusland etc. ook erg in verlegenheid en wordt het gezien als een smet op hun reputatie, hoewel de endemische corruptie in veel landen de aanpak van zowel de productie van kinderporno als sekstoerisme bemoeilijkt. Om te voorkomen dat de lokale politie de seksbazen waarschuwt, werkt men vaak met gespecialiseerde uit andere delen van het land of de hoofdstad afkomstige politie-eenheden.

## Wetgeving in Nederland
In het Nederlandse Wetboek van Strafrecht luidt sinds 1 juli 2024 artikel 252:

Degene die een visuele weergave van seksuele aard of met een onmiskenbaar seksuele strekking waarbij een kind dat kennelijk de leeftijd van achttien jaren nog niet heeft bereikt is betrokken of schijnbaar is betrokken, verspreidt, aanbiedt, openlijk tentoonstelt, vervaardigt, invoert, doorvoert, uitvoert, verwerft, in bezit heeft of zich de toegang daartoe verschaft, wordt gestraft met gevangenisstraf van ten hoogste zes jaren of geldboete van de vijfde categorie.

Uit de wetsgeschiedenis leek duidelijk dat het gaat om echte foto's of films, of afbeeldingen die dat lijken te zijn maar in werkelijkheid gemanipuleerd zijn. Inmiddels heeft de Hoge Raad geoordeeld dat het ook kan gaan om een duidelijk geschilderde realistische afbeelding. Ook een schilderij van een minderjarige voorzien van engelenvleugels staat niet in de weg aan de kwalificatie "realistisch". Hieruit volgt dat ook kinderporno die door kunstmatige intelligentie gefabriceerd is, onder de definitie van het strafbare feit valt.
Het verbod op virtuele kinderpornografie heeft twee redenen (en geldt ook als de eerste niet van toepassing is): het voorkomen van bewijsproblemen en het feit dat deze deel uit kan maken van een subcultuur die kindermisbruik bevordert. Verder bevat de delictsomschrijving het woord 'kennelijk', aangezien het niet erg praktisch is van iedere afgebeelde persoon de leeftijd na te gaan.
Het gaat lang niet alleen om afbeeldingen van strafbare gedragingen; zie ook naakte minderjarigen op foto's en films.
Justitie bestrijdt kinderpornografie heel intensief. De maximumstraf van 8 jaar bij beroep of gewoonte maakt de bijzondere opsporingsmethode mogelijk waarbij de politie heimelijk de woning van een verdachte betreedt om een instrument op zijn computer te plaatsen om zijn communicatie met anderen te achterhalen. Daarbij kunnen creditcardgegevens, en samenwerking met buitenlandse opsporingsdiensten van dienst zijn om gegevens en bewijsmateriaal te verzamelen. Wie kinderporno downloadt laat een elektronisch spoor na dat na te trekken is. Verder komt het nogal eens voor dat gebruikers tegen de lamp lopen wanneer ze hun computer laten repareren en de reparateur het materiaal vindt en aangifte doet.
Nieuw per 1 januari 2010 is het verbod zich toegang te verschaffen tot kinderporno, bijvoorbeeld door een hyperlink aan te klikken waarvan men weet of kan vermoeden dat die daartoe leidt. De reden is dat het ook mogelijk is kinderpornografisch beeldmateriaal te bekijken zonder dit op de computer op te slaan.
Nieuw per 1 januari 2010 is ook de strafbaarstelling in bepaalde gevallen van een poging tot ontmoeting van een jongere om kinderporno te maken, zie de wetgeving in Nederland over grooming.
Het voorontwerp Wet seksuele misdrijven stelde niet langer strafbaar degene die een visuele weergave van een seksuele gedraging of een gegevensdrager bevattende een visuele weergave van een seksuele gedraging, waarbij hijzelf of een andere persoon die de leeftijd van achttien jaren nog niet heeft bereikt is betrokken, in het kader van een gelijkwaardige situatie tussen leeftijdsgenoten uitsluitend voor privégebruik vervaardigt, in bezit heeft of met die ander deelt. In de uiteindelijke Wet seksuele misdrijven is een en ander toch strafbaar gebleven.
Verder is er de Wet bestuursrechtelijke aanpak online kinderpornografisch materiaal. Deze maakt het mogelijk om een binnen Nederland gevestigde dienstverlener die kinderpornografisch materiaal opslaat of doorgeeft een bindende aanwijzing te geven. Dit is een van de taken van de Autoriteit Online Terroristisch en Kinderpornografisch Materiaal (een Nederlandse_toezichthouder). De aanwijzing attendeert de dienstverlener op de aanwezigheid van het materiaal en houdt het bevel in dit materiaal binnen een korte termijn ontoegankelijk te maken.

### Geschiedenis
Een wetsvoorstel van 1979 (kamerstukdossier 15836) betrof onder meer de afschaffing van het verbod op het vervaardigen, het verspreiden, en het in voorraad hebben met de bedoeling van verspreiding van alle soorten pornografische teksten, afbeeldingen en voorwerpen. Tijdens de langdurige behandeling hiervan werd in 1984 in de derde nota van wijziging alsnog dit verbod gehandhaafd voor kinderpornografische afbeeldingen. De wet trad in 1986 in werking.
In 1996 werd de maximumstraf verhoogd van drie maanden naar vier jaar (6 jaar bij beroep of gewoonte), en werd de bedoeling-clausule geschrapt. Als 'voorraad' werd beschouwd meerdere exemplaren van dezelfde foto of video. Op 21 april 1998 heeft de Nederlandse Hoge Raad bepaald dat ook het bezit van kinderporno als 'in voorraad hebben' geldt. 'Bezit' wil in deze context zeggen dat men opzettelijk het materiaal in voorraad heeft. Wie per ongeluk kinderporno downloadt en dat meteen wist, 'bezit' dit niet. Dat geldt ook wanneer het materiaal weliswaar op de harde schijf terecht is gekomen, maar buiten weten om en op een plaats waar een leek geen weet van heeft of waar men zelfs zonder specifieke IT-kennis geen toegang toe heeft ('bijvangst'). Dit geldt in principe wanneer men direct het materiaal wist en het vervolgens ook uit de prullenbak wist, waardoor het voor iemand zonder specifieke IT-kennis niet langer toegankelijk is.
Veel verdachten verweren zich dan ook met de bewering dat de kinderporno op hun pc 'bijvangst' was, maar dit verweer gaat niet op wanneer de bestanden langere tijd op (toegankelijke) schijfruimte stonden, gecategoriseerd of beveiligd zijn, en/of bovendien meerdere malen bekeken zijn.
In 2002 werd bezit expliciet strafbaar gesteld, de leeftijdsgrens verhoogd van zestien naar achttien jaar en virtuele kinderporno strafbaar gesteld. In 2009 werd de maximumstraf bij beroep of gewoonte verhoogd van 6 naar 8 jaar.

### Partij voor Naastenliefde, Vrijheid en Diversiteit
In 2006 kwam de toenmalige politieke partij PNVD in het nieuws, omdat zij in hun partijprogramma stelden dat het bezit van kinderpornografie legaal zou moeten worden, mits dit materiaal goedgekeurd was. Goedkeuring zou moeten worden verleend onder de voorwaarde dat de kinderen vrijwillig en zonder uitbuiting aan het materiaal mee zouden werken. Daarnaast zou de verpakking voorzien dienen te worden van een speciaal zegel.

### Meldpunt Kinderporno
In Nederland bestaat een Meldpunt Kinderporno, een private stichting die samenwerkt met de KLPD (Korps landelijke politiediensten). Jaarlijks komen circa 6000 meldingen van kinderporno binnen. Per jaar vloeien hier circa 200 aangiften uit voort. Uiteindelijk resulteert dit in circa 80 à 100 zaken voor justitie per jaar.
Ook Child Focus startte een campagne om ouders, kinderen en leerkrachten te waarschuwen voor de gevaren van het internet. De campagne is opgestart in december 2002 door onder meer het kabinet van de minister van Justitie, het kabinet van de Vlaamse minister van Onderwijs en Vorming, de FCCU, Child Focus en VT4.
De campagne werd opgestart omdat volgens de Britse politie 1 op 5 chattende kinderen al eens door een volwassene gecontacteerd werd die uit was op seks en veertig procent van de kinderen zou al eens een afspraak gemaakt hebben met een onbekende via het internet.

## Wetgeving in België
In België wordt een zedendelict in het strafwetboek nog steeds vermeld als "Misdaad en wanbedrijf tegen de orde der familie en tegen de openbare zedelijkheid." (Artikel 383 in het strafwetboek)
Via de wet van 13 april 1995 werd kinderpornografie strafbaar door het toevoegen van artikel 383bis in het strafwetboek. Het gaat hier niet enkel over het tentoonstellen, verhuren, verkopen, overhandigen, invoeren etc. van kinderpornografie, maar ook het bezit ervan. Een persoon die dus via een computernetwerk (met het gebruik van internet of niet) kinderpornografie tentoonstelt of verspreidt zal dus strafbaar zijn.
In dit artikel worden enkel de 'visuele' voorstelling beoogd. Dus liederen of teksten die een pornografisch karakter bevatten vallen niet onder dit artikel maar kunnen wel getoetst worden aan artikel 383 van het strafwetboek (zedenmisdrijven).
Het Belgische Strafwetboek spreekt over pornografische handelingen met minderjarigen (dus 'onder de achttien'). Het voorziet in een maximumgevangenisstraf van tien jaar voor het maken, vertonen of verspreiden van kinderporno. Misdadige organisaties kunnen worden bestraft met een gevangenisstraf tot vijftien jaar. Het louter in bezit hebben van kinderporno kan een jaar gevangenis opleveren.

### Constitutieve bestanddelen
Zodat er sprake is van het misdrijf in artikel 383bis Sw., moet:
1. het gaan om kinderpornografisch materiaal
2. dat wordt tentoongesteld, aangeboden, verkocht, verhuurd, uitgezonden, geleverd, verdeeld, verspreid, ter beschikking gesteld, overhandigd, vervaardigd, ingevoerd of ingevoerd doen worden, OF dat wordt verworven, bezeten of waartoe met kennis van zaken toegang tot wordt verschaft via informatica- en communicatietechnologie (inclusief downloading en streaming)
3. waarbij een algemeen opzet (wetens en willens) volstaat.

#### Kinderpornografisch materiaal
Kinderpornografisch materiaal wordt gedefinieerd in artikel 2 van de Europese Richtlijn 2011/92/EU en in artikel 383bis, § 4 Sw. Het gaat om:
- elk materiaal dat de visuele weergave op welke wijze dan ook behelst van een minderjarige die deelneemt aan echte of gesimuleerde expliciete seksuele gedragingen, of dat de weergave behelst van de geslachtsorganen van een minderjarige voor primair seksuele doeleinden; of
- elk materiaal dat de visuele weergave op welke wijze dan ook behelst van een persoon die eruitziet als een minderjarige een die deelneemt aan echte of gesimuleerde expliciete seksuele gedragingen, of dat de weergave behelst van de geslachtsorganen van een minderjarige voor primair seksuele doeleinden; of
- realistische afbeeldingen die de weergave behelzen van een niet-bestaande minderjarige die deeneemt aan echte of gesimuleerde expliciete seksuele gedragingen, of dat de weergave behelst van de geslachtsorganen van een minderjarige voor primair seksuele doeleinden (dit is virtuele kinderpornografie en omvat dus ook minderjarigen die niet echt bestaan maar gemaakt zijn door een computerprogramma).

### Stopchildporno
Door een wijziging van het Strafwetboek in midden 2016 kreeg Child Focus de bevoegdheid ingezonden beelden van kinderpornografie te analyseren en aan de politie en het gerecht over te maken. Deze wetswijziging was nodig omdat het bekijken van ingezonden beelden van kinderporno door medewerkers van Child Focus anders ook strafbaar zou zijn. Sindsdien kunnen burgers (al dan niet anoniem) beelden van kinderpornografie melden aan Child Focus via een niet-politioneel online meldpunt (www.stopchildporno.be). Een beperkt aantal medewerkers van Child Focus heeft een machtiging om de beelden te analyseren. Dit doen ze gedurende maximaal twee uren per dag in een afzonderlijke ruimte op een afgescheiden computernetwerk. Concreet oordelen ze of de betrokkenen op de beelden volwassenen of minderjarigen zijn. In het laatste geval gaan ze na of de beelden een seksueel karakter hebben (een naakte vakantiefoto is bijvoorbeeld niet seksueel en dus niet strafbaar). Zijn de beelden naar alle waarschijnlijkheid illegaal, dan kijkt Child Focus waar de beelden worden gehost. Is dat in België, dan brengt Child Focus de Belgische federale politie op de hoogte. Is dat in het buitenland, dan contacteert Child Focus de bij het INHOPE-netwerk aangesloten organisatie van het betrokken land. Is er geen dergelijke organisatie in dat land, dan wordt de melding doorgegeven aan de politiediensten van dat land via de Belgische federale politie. Na het analyseren van de beelden moeten de betrokken medewerkers van Child Focus verplicht een kwartier een spelletje spelen of meditatieoefeningen doen in een 'ontstressruimte'. Ze hebben ook regelmatig groepsgesprekken en individuele gesprekken met een psycholoog. Met betrekking tot de melders zijn de analisten gebonden door het beroepsgeheim.
Hiermee voert Child Focus eigenlijk een eerste schifting uit van de gemelde beelden. Zo worden de politiediensten ontlast van valse of foutieve meldingen, zodat deze zich kunnen concentreren op de echte meldingen. In 2019 kreeg Child Focus in totaal 1414 meldingen binnen via het meldpunt van vermoedelijke kinderporno.

## Downloaden van kinderporno
Sinds enkele jaren worden meer personen betrapt op het bezit van grote hoeveelheden kinderporno die werden gedownload op hun computer. Dit heeft mogelijk te maken met de forse toename van de mogelijkheden en gebruikers van het internet. Vandaag de dag maakt kinderporno deel uit van het internet en is daarenboven tot op een bepaald niveau zeer toegankelijk. Het is een vicieuze cirkel waar de stelling vraag en aanbod overheerst. De downloaders houden door hun behoefte aan kinderpornografisch materiaal het aanbod en dus ook het fysieke misbruik in stand.
Dit deviant gedrag van de downloaders beperkt zich niet enkel tot het downloaden van kinderporno, maar kan zich ook uitstrekken tot andere vormen van digitaal gedrag om op die manier contact te krijgen met kinderen die dan eventueel resulteren in webcamseks en fysieke ontmoetingen. Op het internet merk je tenslotte niet dat iemand veel ouder is dan de doelgroep van een bepaalde chatbox. Veel daders passen ook hun taalgebruik aan zodat ze niet door de mand vallen. Een aantal van deze downloaders bevindt zich in besloten delen van het internet en kan deel uitmaken van kinderpornonetwerken die een mondiaal karakter hebben. Specifieke cijfers over deze groepen zijn niet bekend. Het gaat hier om het Dark Number fenomeen. Deze personen zitten in netwerken die streng beveiligd worden zodat de politie praktisch niet kan optreden. In deze netwerken moet men, zoals gezegd, veelal eerst zelf een bepaalde hoeveelheid kinderporno uploaden alvorens toegang te krijgen. De status wordt daarna bepaald door de hoeveelheid nieuwe kinderporno die geüpload wordt. Voor personen die buiten de virtuele wereld vrijwel niets hebben is een dergelijke status (een extra sterretje achter de naam, de status van moderator, etc.) zeer belangrijk. Tevens wordt in dergelijke netwerken het bezit van kinderporno en kindermisbruik genormaliseerd, goedgepraat en soms ook aangemoedigd. Pedoseksuelen en kinderpornodownloaders worden neergezet als slachtoffers. Men vindt steun bij elkaar en wisselt vaak ook tips uit hoe men kinderporno en -misbruik kan verbergen voor de politie en buitenwereld, of zelfs hoe men kinderen kan benaderen en misbruiken.
Deze netwerken zijn verborgen, zwaarbeveiligd en dus slecht bereikbaar, maar wanneer men eenmaal toegang heeft tot een enkel netwerk is het vaak makkelijker toegang te krijgen tot andere netwerken en kinderpornosites. De intensieve bestrijding door justitie heeft naar het schijnt een 'drempeleffect' gecreëerd.
Een ander deel van deze downloaders reist naar andere landen met de bedoeling om kinderen te misbruiken. Sommigen onder hen maken hier opnames van. Vooral voor zichzelf, maar ook om te verspreiden binnen de netwerken waarvan zij deel uitmaken. De verspreiding van dergelijke zaken heeft vooral een psychologische oorzaak: men voelt zich verplicht om het materiaal met andere leden te delen, en soms eisen de interne regels van het netwerk dit ook. Het verspreiden van die nieuwe kinderporno kan voor een statusverhogend effect binnen de groep zorgen.

### Verband tussen downloaden van kinderporno en hands-on kindermisbruik
Onderzoekers vragen zich af of downloaders na een tijd ook fysiek misbruik gaan maken van kinderen. Een eenduidig antwoord op deze vraag is er niet. Dit komt door het feit dat naar dit fenomeen nog niet veel onderzoek is gedaan en er ook niet veel cijfers te verkrijgen zijn omdat het nog zo goed verstopt zit.
Een argument voor de strafbaarstelling van virtuele kinderporno (waaronder AI-gegenereerde kinderporno) is het voorkomen van het ontstaan van een subcultuur waarin kindermisbruik wordt verheerlijkt en aangemoedigd, uiteindelijk leidend tot het overgaan tot hands-on delicten, het fysiek misbruiken van kinderen. Het tegenargument hiertegen is dat kinderporno als uitlaatklep kan dienen voor mensen met pedofiele gevoelens waardoor de drang bevredigd wordt en ze nou juist geen kinderen misbruiken. Virtuele kinderporno heeft daarbij als voordeel dat er geen kinderen zijn misbruikt voor het produceren van het materiaal, hoewel er natuurlijk wel bronmateriaal is bewerkt of gebruikt om de AI te trainen, vaak buiten medeweten van de geportretteerde of rechthebbenden om.
Er zijn downloaders die het enkel houden bij het bekijken van kinderpornografie en verder geen misbruik zullen plegen omdat ze de stap niet willen, kunnen of durven zetten, of omdat het kijken van de kinderporno al voldoende is om hun aandrang te bevredigen. Anderen zetten deze stap wel. Het is mogelijk dat sociaal geïsoleerde mensen in de kinderpornonetwerken als het ware een surrogaat hebben gevonden voor relaties in de offlinewereld. Door het deel uitmaken van dergelijke netwerken kan een druk ontstaan om seksueel misbruik te plegen om zo kinderpornografisch materiaal te kunnen leveren. Ook kan, doordat men slechts contact heeft met anderen in het netwerk en de offlinewereld steeds minder belangrijk wordt, een 'normverschuiving' plaatsvinden waarbij kinderporno en kindermisbruik normaliseert. Omdat men alleen met anderen in de online gemeenschap communiceert en zich voor de buitenwereld afsluit, is er niemand die met tegenargumenten tot de gebruiker kan doordringen. Men hoort alleen nog maar argumenten en aanmoedigingen voor kinderporno en kindermisbruik en het victimiseren van betrapte gebruikers en daders. Zo wordt de stap naar daadwerkelijk kindermisbruik kleiner, een proces dat vergelijkbaar is met het radicaliseren van lone wolves. Bovendien kan door herhaling (het telkens opnieuw kinderporno kijken) en beloning (masturberen, seksuele bevrediging) een positief terugkoppelingseffect ontstaan waardoor de voorkeur versterkt wordt.
Daarom is er echter nog geen causaal verband tussen kinderporno en hands-on delicten. Ook de correlatie is niet bewezen omdat hiervoor te weinig onderzoek en cijfers beschikbaar zijn. Het is heel goed mogelijk dat mensen die kinderen misbruiken dit hoe dan ook zouden hebben gedaan, met of zonder kinderporno. Bovendien is het ook mogelijk dat mensen eerst misbruik plegen en door dit misbruik geïnteresseerd raken in kinderporno, in plaats van andersom (dit eerdere misbruik kan onder de radar blijven omdat niemand aangifte heeft gedaan en de dader het niet bekent). Kinderporno zou ook als uitlaatklep zou kunnen dienen voor pedofiele gevoelens, waardoor juist voorkomen wordt dat iemand in werkelijkheid kinderen misbruikt.
Er bestaan gevallen waarin iemand door het bekijken van kinderporno inderdaad op een hellend vlak terecht kwam waardoor hij mettertijd ging proberen kinderen daadwerkelijk te misbruiken. Veel pedofielen beweren echter ook dat kinderporno hun seksuele driften een uitlaatklep geeft waardoor ze geen kinderen misbruiken. Het is derhalve mogelijk dat het effect van kinderporno van persoon tot persoon en naargelang de omstandigheden verschilt. Er is geen eenduidige wetenschappelijke consensus over de vraag of het consumeren van kinderporno het risico op daadwerkelijk kindermisbruik verhoogt of verlaagt. Hoewel sommige studies een mogelijk preventief effect suggereren, wijzen andere onderzoeken op een verhoogd risico en benadrukken ze de ethische bezwaren.

### De downloaders
Verschillende empirische onderzoeken wijzen uit dat de downloaders over het algemeen blanke mannen zijn en tussen de 25 en 54 jaar oud. Deze mannen kunnen zowel alleenstaand zijn als een relatie hebben. In het laatste geval kan er onder andere sprake zijn van relatieproblemen en/of een ongelijkwaardige relatie met de partner. De downloaders hebben meestal hun derde graad (secundair onderwijs) behaald of studeerden aan een hogeschool of universiteit.
Bij hun beroepskeuze gaan de mannen die een seksuele voorkeur hebben voor kinderen (preferentiële downloaders) veelal een beroep uitoefenen waarin zij in aanraking komen met kinderen zoals onderwijzer of arts. In het algemeen zal deze categorie downloaders hun vrijetijdsbesteding afstemmen op hun voorkeur door bijvoorbeeld trainer bij de lokale voetbalclub of scoutsleider te worden.
Bij andere plegers (obsessieve en situationele plegers) zal dit veel minder een rol spelen. Zij hebben immers geen seksuele voorkeur voor kinderen en zijn vaak de eerste keer bij toeval op kinderporno gestuit en daarna gaan downloaden omdat dit in de smaak viel. Men vindt hen in alle lagen van de samenleving en in alle beroepen.

### Motieven en werkwijze
De belangrijkste motieven zijn:
- Nieuwsgierigheid
- De kick van het doen van iets dat verboden is
- Verveling
- Seksuele opwinding
- Bevredigen van de verslaving aan het downloaden en verzameldrift. Soms is er sprake van digitaal hoarding (downloadmanie), een vorm van dwangmatig verzamelen
- De 'veilige' contacten met gelijkgezinden op het internet
- Statusverwerving
- Soms wordt kinderporno gebruikt om seksueel misbruik van kinderen te faciliteren. De dader kan zijn slachtoffer kinderporno laten kijken met als argument gebruiken dat seks tussen volwassenen en kinderen 'normaal' zou zijn 'omdat ze het ook in de film doen'.

Omdat voor veel downloaders het gedrag tegen hun eigen geweten ingaat, ontstaat cognitieve dissonantie. Dit wordt weggenomen door het gedrag te rechtvaardigen met allerlei rationalisaties of cognitieve vervormingen, zoals:
- Minimalisering van het gedrag ('ik keek alleen', 'het staat toch al online en ik betaal er niet voor dus wat maakt het uit als ik kijk?')
- Minimaliseren van de schade ('seks met kinderen is niet schadelijk voor ze', 'ze lachen op de foto dus ze vinden het zelf fijn')
- Rechtvaardiging ('in sommige landen is het legaal', 'ik deed het om het materiaal aan de politie te overhandigen')
- Schuld aan anderen of een externe factor geven ('mijn vrouw wil geen seks meer dus ik zoek het ergens anders', 'ik was gespannen en zocht afleiding')
- Ontkennen van de opzet ('ik stuitte er bij toeval op', 'het was bijvangst')
- Opgaan in zelfmedelijden en een slachtofferrol ('ik ben ook altijd het haasje', 'waarom moet ik zo zwaar gestraft worden, ik hou alleen maar van kinderen').

De uitleg bij toeval op kinderporno gestuit te zijn houdt vrijwel nooit stand, want tegenwoordig moet men bewust op zoek gaan en allerlei manoeuvres verrichten om dergelijk materiaal te vinden en op te slaan. Daarbij is het materiaal vaak in folders en subfolders gerangschikt (soms bovendien met zeer suggestieve titels), waaruit de opzet duidelijk blijkt. Bovendien kan men nagaan wanneer en hoe vaak de bestanden geopend en dus bekeken zijn. Het is uiteraard mogelijk dat iemand per ongeluk kinderporno downloadt, bijvoorbeeld wanneer een ander hem vele bestanden in een Zip-folder toestuurt en er ´voor de grap´ kinderporno tussen zet. Er wordt dan wel verwacht dat men dit direct wist wanneer men weet dat het kinderporno is. Ook wanneer men het op de harde schijf laat zonder verdere actie te ondernemen in de wetenschap dat het kinderporno is, bezit men dit, zelfs wanneer de bestanden niet bekeken worden. Het argument gaat in principe slechts op wanneer men direct het materiaal wist en het vervolgens ook uit de prullenbak wist, het van de gegevensdrager wist, of de gegevensdrager onherroepelijk vernietigt, waardoor het materiaal niet langer toegankelijk is.
Door de harde aanpak van politie en justitie zorgen de downloaders ervoor dat ze zware beveiligingstechnieken toepassen. Zowel fysieke als softwarematige voorzorgen worden genomen. Ook uit deze maatregelen blijkt opzet, bestanden beveiligt men immers alleen als men er een reden voor heeft. Volgens onderzoek treft ongeveer een kwart van de downloaders maatregelen om detectie zo moeilijk mogelijk te maken:
- Eenvoudige maatregelen: het plaatsen van een externe harde schijf in een andere ruimte of het gebruiken van software die de computer helemaal 'schoonmaakt'.[16] Soms wordt de kinderporno op externe gegevensdragers gezet waarop deze op een ongebruikelijke plaats wordt verstopt (bijvoorbeeld een USB-stick vol kinderporno in de diepvries). In een geval kon een dader met een afstandsbediening zijn computer vergrendelen of uitschakelen en indien gewenst de harde schijf wissen.[2]
- Geavanceerde maatregelen: het werken met versleutelprogramma's, afgescheiden partities op de harde schijf en het gebruikmaken van een proxyserver om het eigen IP-adres te verbergen.
- Nieuwe programma's: programma's die het materiaal 'verknippen' en verspreiden via verschillende computers die de downloaders dan softwarematig terug aan elkaar kan 'plakken'.

Van deze groep die beveiliging toepast is een vijfde technisch zo goed onderlegd dat ze uit handen van de politie blijven en slechts door toevallige omstandigheden tegen de lamp lopen (zoals bijvoorbeeld de hoofdverdachte Robert M. in de Amsterdamse zedenzaak). De rest is weliswaar technisch redelijk onderlegd maar maakt fouten die de politie kan uitbuiten. Hier gaat echter wel de nodige tijd en energie in zitten. Omdat de beter onderlegde downloaders uit handen van de politie kan blijven, is er minder zicht op de omvang van deze groep.

### Types downloaders
Downloaders zijn geen homogene groep. Ze kunnen qua sociaal-demografische kenmerken, kennis en vaardigheden, motieven, sociale positie en criminele carrière verschillen. De typologieën zijn nog niet volledig helder, maar er kan toch een onderscheid worden gemaakt tussen verschillende types.
- Situationele plegers: deze groep komt het meeste voor in de politie- en behandelpraktijken. Deze mensen downloaden kinderporno vooral uit nieuwsgierigheid en lust. Een deel van deze groep zal hier na verloop van tijd mee stoppen, want het beeldmateriaal bevredigt niet meer. Ook stopt een deel omdat ze last van hun geweten krijgen, bang zijn gepakt te worden, of omdat ze op hardere kinderporno stuiten die hen (alsnog) tegen de borst stuit. Bij een ander deel gaat het de andere kant uit. De kinderporno valt hier wel in de smaak en zij ontsporen na enige tijd door steeds meer kinderporno te verzamelen of door ook kinderen fysiek te gaan misbruiken. Ze nemen in de regel weinig voorzorgsmaatregelen en vallen hierdoor vaak door de mand doordat IP-adres of creditcardgegevens worden achterhaald of omdat een reparateur de politie inschakelt.
- Preferentiële downloaders: deze mensen hebben een exclusieve seksuele voorkeur voor kinderen. Zij kunnen zich uitsluitend beperken tot het gericht verzamelen van kinderporno. Anderzijds is er ook een groep die fysiek misbruik maakt van kinderen. Deze groep neemt meestal zeer veel eenvoudige tot geavanceerde voorzorgsmaatregelen. Ze hebben immers hun hele leven al ervaring met het verbergen van (het praktiseren van) hun maatschappelijk niet geaccepteerde geaardheid. Hierbinnen bevindt zich een latente groep: mensen die een seksuele voorkeur voor kinderen hebben waar ze niets mee gedaan hebben, totdat ze op kinderporno stuiten waardoor ze opgewonden raken en hun remmingen verliezen.
- Obsessieve downloaders: hier gaat het vooral om de drang tot verzamelen. Er is geen sprake van een exclusieve voorkeur voor kinderen. Hieronder zijn er mensen die alles verzamelen op pornogebied (waaronder kinderporno) en er zijn mensen die juist heel gericht naar kinderporno zoeken. Een klein deel van deze mensen neemt voorzorgsmaatregelen. Er kan sprake zijn van een verzamelstoornis, het zogenaamde digitale hoarding. De files zijn vaak niet georganiseerd en de downloader heeft in veel gevallen zelfs een groot deel niet bekeken, het gaat puur om het ´hebben´.

Binnen de obsessieve en de situationele groep plegers is in veel gevallen sprake van een verslaving aan downloaden: men gaat steeds meer en langer achter de computer zitten downloaden, en soms ook op zoek naar steeds (hardere) (kinder)porno.

### Types aanbieders
Ook de aanbieders van kinderporno vormen geen homogene groep. Men kan de volgende types onderscheiden, waarbij een groot deel zowel afnemer als aanbieder is:
- Downloaders. Zij downloaden en verzamelen zelf kinderporno en delen of ruilen dit met andere geïnteresseerden.
- Hands-on daders. Zij downloaden en ruilen niet alleen kinderporno, maar fabriceren dit ook door hun eigen kindermisbruik op te nemen of kinderen heimelijk naakt te filmen of fotograferen. Dit materiaal wordt met anderen gedeeld of geruild. Soms is er sprake van sekstoerisme met specifiek dit doel. Men kan het material direct online plaatsen zonder dat men met belastende gegevensdragers langs de douane moet.
- Profiteurs. Degenen die kinderporno vervaardigen of verspreiden om het snelle geld en de lage pakkans. Men kan hier denken aan criminele bendes maar ook ouders die hun eigen kinderen aanbieden. Soms bieden slachtoffertjes op latere leeftijd hun jongere familieleden aan om ook geld te verdienen.

### Filters
Voor zover niet kan worden opgetreden tegen buitenlandse websites met kinderporno is er nog de mogelijkheid dat ISP's deze blokkeren door een filter toe te passen. Er is discussie over juridische en technische aspecten; over de vraag wie de websites beoordeelt en hoe deze instantie wordt gecontroleerd. Een bezwaar van een blacklist is dat deze in handen kan komen van mensen die juist naar de betreffende websites op zoek zijn, en die de blokkades omzeilen.
In Nederland was voor 2010 sprake van de mogelijke invoering van een "platform internetfiltering van kinderporno" dat een blacklist zou opstellen en beheren en voorlichting zou gaan geven aan een breder publiek. Dit voorstel werd in maart 2011 door de minister van Binnenlandse Zaken afgewezen. Adviesbureau Andersson Elffers Felix adviseert de instelling van een onafhankelijke Autoriteit Bestrijding Kinderporno, belast met de uitvoering van het blacklisting-proces, met een onafhankelijke voorzitter die tevens optreedt als publiek boegbeeld voor de publiek-private samenwerking in de bestrijding van kinderporno op internet.
Providers hebben met het Ministerie van Justitie afgesproken dat zij alleen websites filteren uit landen waarmee Nederland geen afspraken heeft gemaakt over rechtshulp. Op basis van een uitgelekte zwarte lijst met websites concludeert Bits of Freedom dat alleen sommige websites uit Japan, Thailand en Zuid-Korea door het filter tegengehouden zouden moeten worden.

## Strafmaat
De strafmaat voor kinderpornobezit wordt binnen de wettelijke grenzen bepaald. Hierbinnen kan verder maatwerk worden geleverd door verschillende factoren, waaronder:
- De omvang van de verzameling. Vier foto's zijn weliswaar strafbaar maar is minder erg dan 250.000 foto's of 10.000 filmpjes die ook ongetwijfeld over een langere periode zijn verzameld.
- De wijze van verkrijging. Iets per ongeluk downloaden en niet meteen verwijderen is nalatig en strafbaar, maar is minder erg dan expliciet om het materiaal vragen, of iemand die het materiaal zelf produceert door kinderen te misbruiken en dit op te nemen. Dit misbruik kan overigens als separaat strafbaar feit vervolgd worden. Ook voor het materiaal betalen geldt als strafverzwarende factor.
- De ernst van het misbruik op de foto's. Categorie 3 is strafbaar maar minder erg dan categorie 10.
- De leeftijd van de kinderen. Misbruik heeft een zware impact maar deze wordt zwaarder naarmate het kind jonger is, en dus neemt de straf toe naarmate de kinderen jonger zijn. Oudere kinderen kunnen bovendien makkelijker voor volwassenen doorgaan, waarmee het argument dat men niet wist dat het om minderjarigen ging, geloofwaardiger wordt.
- De houding van de dader. Als deze duidelijk berouw en besef toont van de impact op kinderen, en bereid is aan zichzelf te werken (bijvoorbeeld middels therapie), dan zal dit als een strafverlichtende factor werken, Als de dader daarentegen niet meewerkt, zwijgt, liegt, de eigen rol blijft bagatelliseren of ontkennen, of anderen de schuld geeft tot in de rechtszaal toe, kan dit strafverzwarend werken. Uiteraard gelden cautie en bescherming tegen zelf-incriminatie, maar wanneer het bewijs overduidelijk is zal een niet-coöperatieve houding eerder in het nadeel dan het voordeel van de verdachte pleiten. Ook als de verdachte al voor het politieonderzoek aantoonbaar stappen heeft gezet om te stoppen (hulp zoeken, de kinderporno pogen te wissen) kan dit in diens voordeel pleiten.
- Eventuele recidive.
- Wanneer het materiaal gedeeld is met anderen geldt dit als apart delict, namelijk verspreiden van kinderporno, waarop extra straffen staan.

Vaak gelden richtlijnen voor het OM betreffende de strafeis en voor de rechter betreffende de uitspraak.

## Bijzondere situaties
Wie kinderporno vervaardigt of verspreidt hoeft niet per se zelf meerderjarig te zijn. Het is zelfs mogelijk dat een minderjarige een erotische afbeelding van zichzelf maakt met bijvoorbeeld een mobiele telefoon en doorstuurt. Deze praktijk staat bekend als 'sexting'. In een aantal landen, o.a. Australië en de Verenigde Staten, heeft dit tot strafvervolging geleid jegens zowel verzenders als bezitters, ook wanneer het een erotische foto van de verzender zelf betrof. Wel wordt er vaak rekening mee gehouden in de strafmaat met de omstandigheden, bijvoorbeeld een 17-jarig stelletje dat het spannend vindt elkaar naaktfoto's te sturen. Ook in Nederland is het in theorie mogelijk dat een minderjarige hiervoor een veroordeling en hiermee een aantekening op het strafblad oploopt. Naar de strikte letter van de Nederlandse wet kwalificeren bepaalde scènes in de film Schatjes! uit 1984 zich als kinderpornografie omdat de blote borsten van de toen 14-jarige Akkemay Elderenbos werden betast door Erik Koningsberger. De film kan volgens advocaat Gerard Spong daardoor gekenmerkt worden als kinderpornografie en het bezit en verspreiden kan in theorie leiden tot strafvervolging.
Ook het motief is niet van belang: in de V.S. is het voorgekomen dat een minderjarige jongen die voor de grap een foto van zijn penis aan drie vrouwelijke klasgenoten stuurde werd vervolgd en schuldig bevonden. In de Verenigde Staten kwam een geval voor waarin een leraar werd vervolgd omdat hij op verzoek van zijn rector een naaktfoto van een minderjarig meisje had opgeslagen, die was aangetroffen op de telefoon van een van de leerlingen. De foto moest dienen als bewijs, omdat het hier om sexting tussen minderjarige leerlingen ging. De leraar wist uiteindelijk een veroordeling af te wenden, waarbij hij zijn uiteindelijke vrijspraak te danken had aan het feit dat de foto niet 'pornografisch' genoeg was. De motieven achter het opslaan van de foto hadden dus geen effect op het proces. Een vergelijkbare zaak deed zich in Nederland voor, waarbij iemand een dvd brandde voor een ander en hier (waarschijnlijk voor de grap) twee kinderpornofilmpjes opzette. De bezitter, een onderwijsassistent, wist dat de dvd kinderporno bevatte maar legde deze in de kast en vergat hem, totdat anderen hem afspeelden en de kinderporno ontdekten. De onderwijsassistent werd veroordeeld tot een voorwaardelijke werkstraf. Al had hij de kinderporno niet opzettelijk in zijn bezit gekregen, hij had nagelaten zich ervan te ontdoen. Grappen met kinderporno of naaktfoto's van minderjarigen kunnen dus behoorlijk riskant zijn, zelfs als de foto door de minderjarige zelf gemaakt en verstuurd is.
Niet strafbaar was iemand met kinderporno op de unallocated files. Aangezien in dit geval alleen iemand met specifieke IT-kennis dit had kunnen weten en het niet aannemelijk was dat de bezitter deze kennis had, leidde dit tot vrijspraak. In Gent werd een politieonderzoek tegen een man gestart wegens het downloaden van kinderporno. De man bleek onschuldig; hij had nagelaten zijn draadloze internetverbinding afdoende te beveiligen. Iemand had waarschijnlijk zijn verbinding misbruikt, maar zelf bezat hij geen kinderporno.
In 2011 is in Nederland voor het eerst een veroordeling uitgesproken wegens bezit van virtuele kinderporno. Weliswaar werd bij de bezitter ook echte kinderporno aangetroffen, maar de rechter nam het bezit van de virtuele kinderporno wel nadrukkelijk mee in zijn vonnis. De virtuele afbeeldingen waren volgens de rechtbank 'op het eerste gezicht niet van echt te onderscheiden'.

## Trivia
De domeinnaam Kinderporno.nl is nooit door SIDN vrijgegeven voor registratie. Na het afschaffen van het systeem van geblokkeerde domeinnamen is deze domeinnaam in 2007 overgedragen aan de Nederlandse overheid.
In juni 2020 raakte bekend dat Facebook de FBI had geholpen bij het opsporen van een kindermisbruiker. Facebook liet daartoe het door hem gebruikte besturingssysteem Tails hacken.